# Rýchorská bouda
Rýchorská bouda je horská bouda v Krkonoších. Stojí v nadmořské výšce 1000 m na vrcholku Kutná v nejvyšší partii Rýchor, nejvýchodnějšího hřebene Krkonoš. Rýchorská bouda patří k nejizolovanějším boudám v Krkonoších. Nachází se na katastru horské osady Rýchory (části města Žacléř), asi 4 km západně od Žacléře a 2 km východně od Horního Maršova.

## Geografie
Geograficky Rýchorská bouda spadá do oblasti Krkonoš a nachází se v geomorfologickém okrsku Rýchory, který náleží do podcelku Krkonošské rozsochy. Bouda je postavena v blízkosti kóty Kutná (1001 m), která tvoří severozápadní zakončení hlavního hřebene Rýchor.
Nachází se asi 400 m od významného rozcestí turistických značených cest Kutná – Rýchory, kudy prochází Cesta bratří Čapků a další značené cesty směrem do Žacléře, Trutnova, Mladých Buků, Svobody nad Úpou, Horního Maršova a na Pomezní Boudy.

## Historie
Do roku 1892 nestála přímo na hřebeni Rýchor žádná stavba. S rozvojem turistiky v Krkonoších ve druhé polovině 19. století začaly místní spolky, především rakouský Krkonošský spolek, přemýšlet, jak Rýchory zatraktivnit a přilákat návštěvníky. V roce 1888 se spolku nepodařilo prosadil návrh na stavbu rozhledny na nejvyšším místě Dvorského lesa, a tak přivítal dne 13. prosince 1891 přivítal nabídku průmyslníka Maxe Hirsche ze Slaného přijmout jako dar dřevěný výstavní pavilon z jubilejní zemské výstavy v Praze a umístit jej na vrcholu Rýchor. Bylo vybráno skvělé umístění na vrcholku Kutné s jedním z nejkrásnějších výhledů na panorama východních Krkonoš. Členové spolku zbudovali kamenné základy, na nichž byl přenesený pavilon znovu smontován a dostal na památku šlechetného dárce pojmenování Maxova chata. Slavnostně otevřena byla 24. července 1892. Zpočátku bývalý výstavní pavilon připomínal spíše větší kůlnu, ale po přístavbách se Maxovka stala útulnou horskou chatou. Po druhé světové válce však chátrala, až byla v polovině padesátých let rozebrána. Zůstaly jen základy, na nichž dnes stojí upravená vyhlídková terasa.
Sousední Rýchorskou boudu nechali postavit roku 1926 asi 100 m jižněji slečna Bertholda Hampelová (dcera Pauliny Hampelové z Maxovky) a Josef Grossmann jako moderní pohostinské zařízení. Boudu postavil za jeden milion korun stavitel Wagenknecht z Trutnova. Hampelová, od roku 1930 jediná majitelka, boudu úspěšně provozovala až do konce války.
V roce 1946 přešla bouda pod národní správu Klubu českých turistů v Praze. V srpnu 1950 ji převzalo pražské sokolské družstvo Vzlet. Delší čas bouda patřila také podniku Interhotel Krkonoše se sídlem ve Vrchlabí. V roce 1976 převzala boudu Správa KRNAP, která se zde rozhodla vybudovat první školicí středisko ochrany přírody internátního typu u nás, se všemi náležitými službami a stálým pedagogickým personálem. V letech 1980-1985 prošla bouda rozsáhlou rekonstrukcí a dostavbou, do níž Správa KRNAP investovala více než 8 milionů Kčs. Svou činnost zahájilo Výchovně vzdělávací středisko státní ochrany přírody v roce 1986. Vzniklo ubytovací zařízení s restaurací, bufetem, 15 pokoji a 45 lůžky. Po roce 2000 byla bouda dlouhodobě ztrátová, přes zimu v boudě fungoval už jen bufet a nouzové ubytování, v posledních letech správa KRNAP dotovala provoz boudy každoročně dotovala až třemi miliony korun. Roku 2012 byla bouda uzavřena.
V roce 2013 získala Rýchorskou boudu od správy KRNAP do nájmu Alena Dušková, které se podařilo boudu zachránit a znovu z ní vybudovat životaschopný podnik. Rýchorská bouda si díky své odlehlé poloze získala oblibu mezi lidmi, kteří dávají přednost divoké horské přírodě před přelidněnými a komerčními středisky. Pravidelnými hosty se staly dětské skupiny při školách v přírodě a podobných pobytech. Provozovatelka se také věnovala dobročinné pomoci matkám samoživitelkám v obtížné finanční situaci, kterým nabízela ubytování zdarma. V důsledku krize spojené s pandemií covidu-19 a vynucenému dlouhodobému uzavření se bouda v prosinci 2020 dostala do kritické situace, kdy provozovatelka neměla peníze ani na zaplacení elektřiny. Díky solidaritě lidí se jí prostřednictvím sociálních sítí podařilo získat peníze na pokrytí nejnutnějších nákladů, přesto byla nucena na jaře 2021 provoz ukončit. Správa KRNAP pak vypsala výběrové řízení na nového provozovatele.

## Příroda
Rýchorská bouda je výjimečná pro svoji polohu v první zóně Krkonošského národního parku v klidné a doposud téměř neporušené krajině Rýchor. Nedaleko boudy se nachází významná přírodní rezervace Dvorský les zvaný též Rýchorský prales se zakrslými a pokroucenými buky. Příroda v okolí boudy je lidskou činností dotčena jen velmi málo. Jedním z tamních symbolů jsou květnaté louky s orchidejemi a hořci.

## Fotogalerie

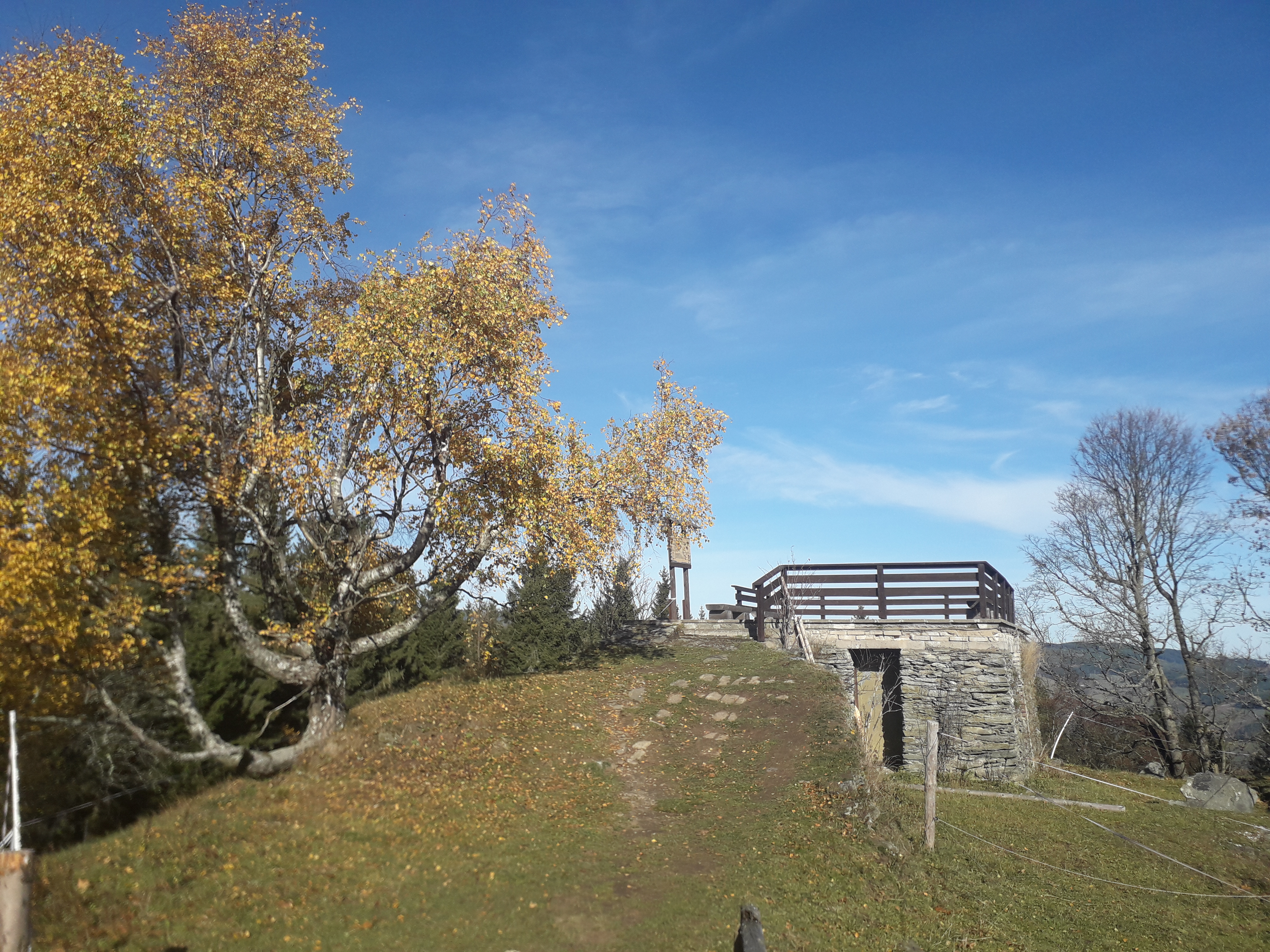
Základy Maxovy boudy upravené jako vyhlídková plošina
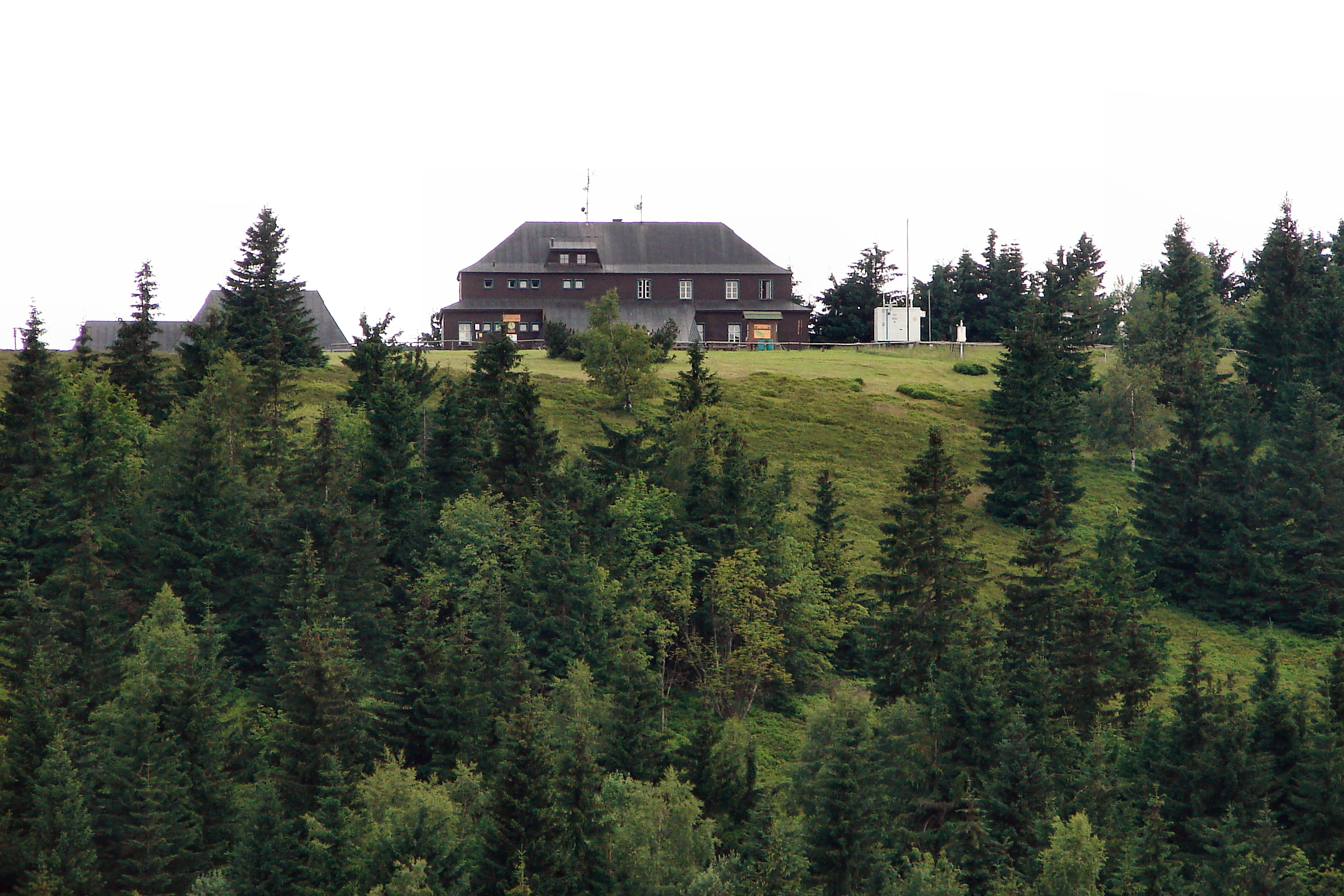
Rýchorská bouda na vrcholku Kutné, pohled od Rýchorského kříže
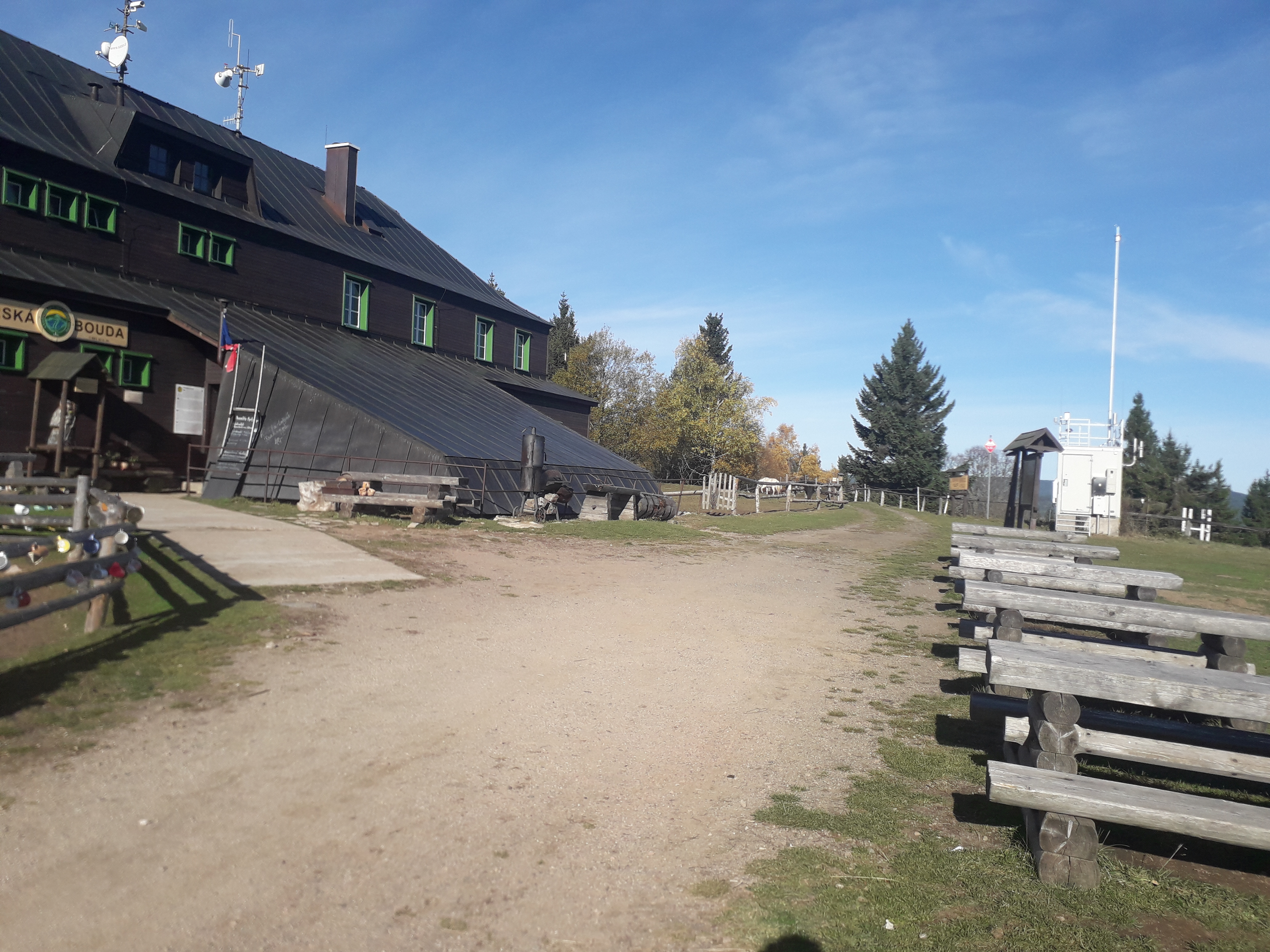
Prostranství před Rýchorskou boudou
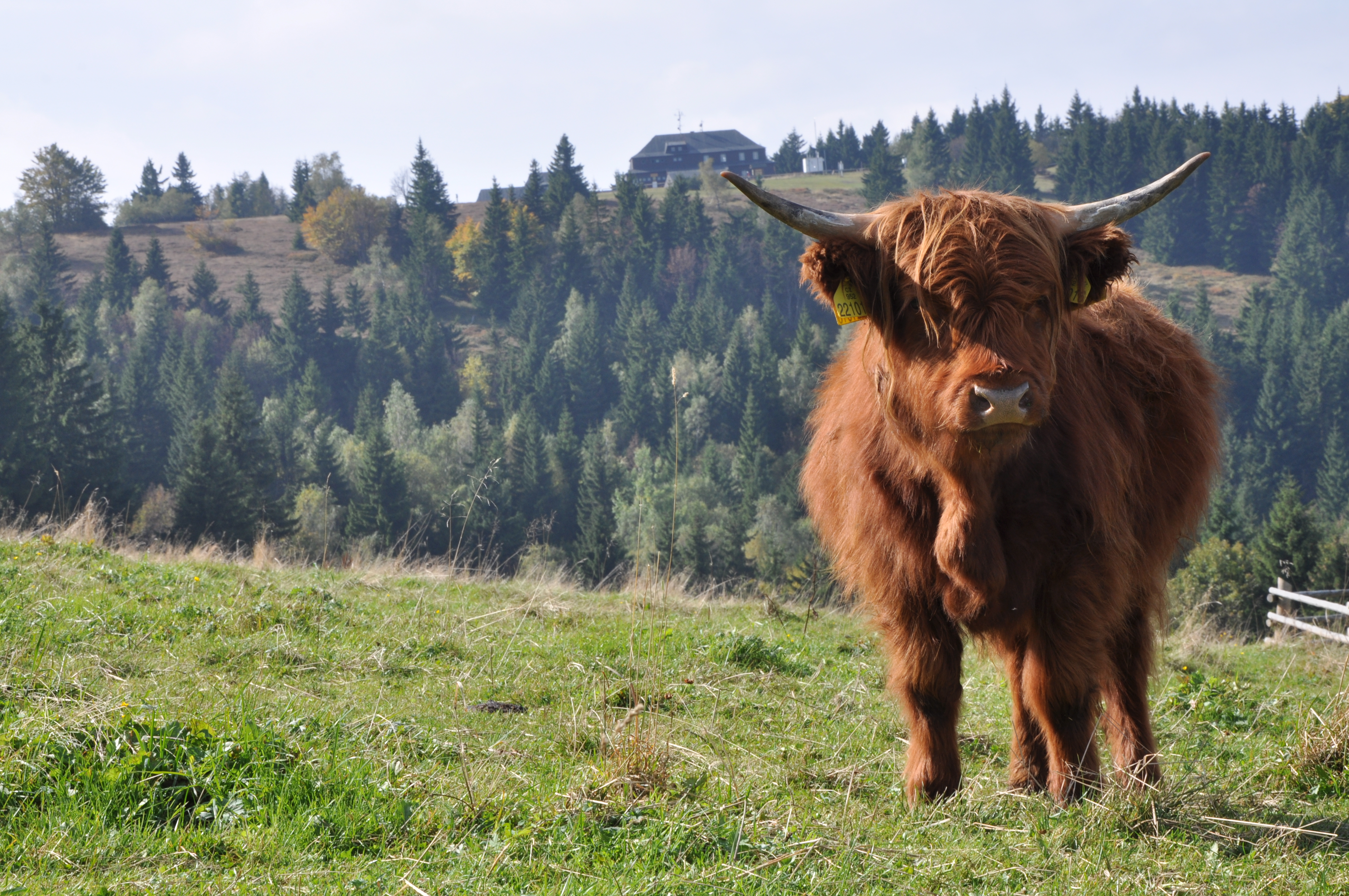
Skotský náhorní skot chovaný na rýchorských pastvinách, v pozadí Rýchorská bouda